# 陈耆卿
陳耆卿（1180年—1236年），字壽老，號篔窗。臨海（浙江）人。
淳熙七年（1180年）生，“八九岁学属文，十二入乡校”，早年師從葉適。叶适夸其作品“驰骤群言，特立新意，险不流怪，巧不入浮”。嘉定七年進士，授青田主簿。嘉定十三年为庆元府学教授。宝庆三年（1227年）官校书郎。绍定五年（1232年）为著作佐郎。累官國子司業。端平三年（1236）卒于临海。有《篔窗集》十卷，早佚，清初四庫館臣自《永樂大典》輯出。另有《论语纪蒙》六卷、《孟子纪蒙》十四卷、《嘉定赤城志》四十卷等。